# Pierre Bertran de Balanda
Pierre Louis Marie Bertran de Balanda (Tolosa, 28 settembre 1887 – Marsiglia, 28 marzo 1946) è stato un cavaliere francese.

## Palmarès

### Olimpiadi
- 1 medaglia:
  - 1 argento (Amsterdam 1928 nel salto individuale)